# Bernhard Gruber
Bernhard Gruber (ur. 12 sierpnia 1982 w Schwarzach im Pongau) – austriacki kombinator norweski, wielokrotny medalista olimpijski i mistrzostw świata, brązowy medalista mistrzostw świata juniorów oraz dwukrotny zwycięzca letniego Grand Prix.

## Kariera
Po raz pierwszy na arenie międzynarodowej Bernhard Gruber pojawił się 27 stycznia 2000 roku, kiedy wystartował na mistrzostwach świata juniorów w Štrbskim Plesie. Wraz z kolegami z reprezentacji zdobył tam brązowy medal w konkursie drużynowym. Kilka dni później, 5 lutego 2000 roku w Andelsbuch zadebiutował w Pucharze Świata B, zajmując od razu trzecie miejsce w konkursie rozgrywanym metodą Gundersena. Dwa lata później, na mistrzostwach świata juniorów w Schonach był siódmy w sztafecie, a zawodów w Gundersenie nie ukończył.
W Pucharze Świata zadebiutował 1 stycznia 2003 roku, zajmując 32. miejsce w sprincie w Oberhofie. W sezonie 2002/2003 wystartował jeszcze ośmiokrotnie, przy czym 8 stycznia w Ramsau zajął 26. miejsce w sprincie – były to jego pierwsze punkty w karierze. W klasyfikacji generalnej zajął ostatecznie 46. miejsce. W kilku następnych sezonach nie odniósł większych sukcesów. Zajął między innymi trzecie miejsce w klasyfikacji generalnej sezonu 2004/2005 Pucharu Świata B, a w lecie 2006 roku był czwarty w klasyfikacji końcowej czternastej edycji Letniego Grand Prix w kombinacji norweskiej. W letniej rywalizacji, 25 sierpnia 2006 roku w Steinbach zajął trzecie miejsce w Gundersenie. Wyniki te nie przełożyły się jednak sezon 2006/2007. Gruber zakończył cykl na szesnastym miejscu, najlepszy wynik osiągając 6 stycznia 2007 roku w Oberstdorfie, gdzie był piąty w Gundersenie.
Dziesiątą edycję LGP zakończył na szóstej pozycji, przy czym 29 sierpnia w Val di Fiemme zajął trzecie miejsce w Gundersenie. Najlepsze wyniki osiągnął w sezonie 2007/2008, kiedy zajął czwarte miejsce w klasyfikacji generalnej, tracąc do trzeciego w klasyfikacji Billa Demonga zaledwie 12 punktów. Już w swoim czwartym starcie, 9 grudnia 2007 roku w Trondheim wywalczył swoje pierwsze podium w PŚ, zajmując trzecie miejsce w sprincie. Jeszcze pięciokrotnie stawał na podium, w tym 24 lutego w Zakopanem odniósł pierwsze zwycięstwo w karierze i 8 marca w Oslo, gdzie zwyciężył po raz drugi. Ponadto w klasyfikacji sprintu zajął trzecie miejsce, wyprzedzili go tylko Francuz Jason Lamy Chappuis i Niemiec Ronny Ackermann.
W sezonach 2008/2009 i 2009/2010 spisywał się już słabiej. Łącznie tylko raz stanął na podium – 10 stycznia 2009 roku był drugi w starcie masowym w Val di Fiemme. W klasyfikacji generalnej zajął odpowiednio dziewiąte i szesnaste miejsce. W lutym 2009 roku wystąpił na mistrzostwach świata w Libercu, jednak medalu nie zdobył. Najbliżej podium był w konkursie drużynowym, w którym razem z kolegami zajął piąte miejsce. W obu konkursach indywidualnych rozegranych metodą Gundersena był jedenasty, a w starcie masowym zajął 22. miejsce. Podczas zimowych igrzysk olimpijskich w Vancouver wspólnie z Felixem Gottwaldem, Mario Stecherem i Davidem Kreinerem wywalczył złoty medal w konkursie drużynowym. Po konkursie skoków reprezentacja Austrii znajdowała się na trzecim miejscu i do biegu przystąpiła ze stratą 36 sekund. W biegu Austriacy byli jednak najlepsi i na mecie wyprzedzili Amerykanów o nieco ponad 5 sekund i blisko 20 sekund Niemców, którzy zajęli trzecie miejsce. Wystartował także w Gundersenie na dużej skoczni, gdzie prowadził po konkursie skoków. Na trasę biegu wyruszył z przewagą 34 sekund nad Johnnym Spillanem ze Stanów Zjednoczonych. Przewagi tej nie zdołał utrzymać, co więcej wyprzedził go nie tylko Spillane, ale także drugi z Amerykanów – Bill Demong, który zdobył złoty medal. Gruber na mecie zameldował się ze stratą 10.8 sekundy do zwycięzcy.
Przeciętne wyniki w sezonie 2010/2011 przyniosły mu po raz kolejny 16. pozycję w klasyfikacji generalnej. Tylko raz stanął na podium, 8 stycznia 2011 roku w Schonach był trzeci w Gundersenie. Najważniejszą imprezą sezonu były mistrzostwa świata w Oslo, na których Austriacy w składzie: Bernhard Gruber, David Kreiner, Felix Gottwald i Mario Stecher zdobyli złote medale w obu konkursach drużynowych. Gruber nie wystartował jednak w żadnym z konkursów indywidualnych. W lecie 2011 roku był ósmy w klasyfikacji końcowej czternastej edycji LGP, przy czym raz stanął na podium – 31 sierpnia 2011 roku w Libercu był drugi w Gundersenie. Dobrą formę zaprezentował także w sezonie 2011/2012. Pięciokrotnie stawał na podium, w tym 25 lutego 2012 roku w Libercu zwyciężył w Gundersenie. W klasyfikacji generalnej pozwoliło mu to zająć czwarte miejsce.
Lato 2012 roku przyniosło mu największy sukces w historii jego startów w LGP. Gruber stanął na podium wszystkich sześciu indywidualnych zawodów i wyraźnie wygrał piętnastą edycję tego cyklu. Wtedy też po raz pierwszy w karierze wygrał letnie zawody – 21 lipca w Soczi był najlepszy w Gundersenie na skoczni dużej. W sezonie 2012/2013 spisywał się nieco słabiej. Trzykrotnie stawał na podium, raz na każdym jego stopniu. Jedyne zwycięstwo sezonu odniósł 2 lutego 2013 roku w Soczi. W klasyfikacji generalnej był czwarty, za Niemcem Erikiem Frenzlem, Francuzem Lamy Chappuisem i Akito Watabe z Japonii. Na przełomie lutego i marca 2013 roku brał udział w mistrzostwach świata w Val di Fiemme, gdzie zdobył dwa srebrne medale. Najpierw był drugi w Gundersenie na dużej skoczni (przegrywając tylko z Frenzlem), a parę dni później (razem z Wilhelmem Deniflem) zajął drugą pozycję w sprincie drużynowym. W lecie 2013 roku wspólnie z Akito Watabe zwyciężył w klasyfikacji końcowej szesnastej edycji LGP. W czterech zawodach indywidualnych trzykrotnie stawał na podium, w tym 30 sierpnia zwyciężył w niemieckim Oberstdorfie.
W lutym 2014 roku brał udział w igrzyskach olimpijskich w Soczi, gdzie wspólnie z Lukasem Klapferem, Christophem Bielerem i Mario Stecherem zdobył brązowy medal w drużynie. Indywidualnie wystąpił tylko w konkursie na dużej skoczni, który ukończył na piątej pozycji.
Na mistrzostwach świata w Falun w 2015 roku Austriak zdobył złoty medal w gundersenie na dużej skoczni. W drugim występie indywidualnym na normalnej skoczni został sklasyfikowany na dziesiątej pozycji. W zawodach zespołowych był piąty w sztafecie oraz siódmy w sprincie drużynowym.

## Osiągnięcia

### Igrzyska olimpijskie
| Miejsce | Dzień     | Rok  | Miejscowość | Konkurencja           | Wynik zwycięzcy | Strata  | Zwycięzca       |
| ------- | --------- | ---- | ----------- | --------------------- | --------------- | ------- | --------------- |
| 1.      | 23 lutego | 2010 | Vancouver   | Sztafeta HS140/4x5 km | 49:31,6         | -       | -               |
| 3.      | 25 lutego | 2010 | Vancouver   | Gundersen HS140/10 km | 25:32,9         | +10,8   | Bill Demong     |
| 5.      | 18 lutego | 2014 | Soczi       | Gundersen HS140/10 km | 22:45,5         | +11,3   | Jørgen Gråbak   |
| 3.      | 21 lutego | 2014 | Soczi       | Sztafeta HS140/4x5 km | 47:13,5         | +3,4    | Norwegia        |
| 20.     | 14 lutego | 2018 | Pjongczang  | Gundersen HS109/10 km | 24:51,4         | +2:30,7 | Eric Frenzel    |
| 21.     | 20 lutego | 2018 | Pjongczang  | Gundersen HS140/10 km | 23:52,5         | +2:35,8 | Johannes Rydzek |
| 3.      | 22 lutego | 2018 | Pjongczang  | Sztafeta HS140/4x5 km | 46:09,8         | +1:13,8 | Niemcy          |

### Mistrzostwa świata
| Miejsce | Dzień     | Rok  | Miejscowość      | Konkurencja                     | Wynik zwycięzcy | Strata    | Zwycięzca           |
| ------- | --------- | ---- | ---------------- | ------------------------------- | --------------- | --------- | ------------------- |
| 22.     | 20 lutego | 2009 | Liberec          | Start masowy HS100/10 km        | 276,0 pkt       | -51,3 pkt | Todd Lodwick        |
| 11.     | 22 lutego | 2009 | Liberec          | Gundersen HS100/10 km           | 24:22,3         | +1:30,3   | Todd Lodwick        |
| 5.      | 26 lutego | 2009 | Liberec          | Sztafeta HS134/4x5 km           | 48:32,3         | +1:05,0   | Japonia             |
| 11.     | 28 lutego | 2009 | Liberec          | Gundersen HS134/10 km           | 23:36,6         | +1:18,3   | Bill Demong         |
| 1.      | 28 lutego | 2011 | Oslo             | Sztafeta HS106/4x5 km           | 48:07,8         | -         | -                   |
| 1.      | 4 marca   | 2011 | Oslo             | Sztafeta HS134/4x5 km           | 47:12,3         | -         | -                   |
| 13.     | 22 lutego | 2013 | Val di Fiemme    | Gundersen HS106/10 km           | 29:13,2         | +1:01,0   | Jason Lamy Chappuis |
| 5.      | 24 lutego | 2013 | Val di Fiemme    | Sztafeta HS106/4x5 km           | 57:34,0         | +7,6      | Francja             |
| 2.      | 28 lutego | 2013 | Val di Fiemme    | Gundersen HS134/10 km           | 27:22,8         | +36,7     | Eric Frenzel        |
| 2.      | 2 marca   | 2013 | Val di Fiemme    | Sprint drużynowy HS134/2x7,5 km | 35:37,9         | +16,6     | Francja             |
| 10.     | 20 lutego | 2015 | Falun            | Gundersen HS100/10 km           | 26:38,9         | +59,5     | Johannes Rydzek     |
| 5.      | 22 lutego | 2015 | Falun            | Sztafeta HS100/4x5 km           | 44:20,7         | +1:10,5   | Niemcy              |
| 1.      | 26 lutego | 2015 | Falun            | Gundersen HS134/10 km           | 22:45,8         | -         | -                   |
| 7.      | 28 lutego | 2015 | Falun            | Sprint drużynowy HS134/2x7,5 km | 38:31,6         | +1:25,7   | Francja             |
| 7.      | 24 lutego | 2017 | Lahti            | Gundersen HS100/10 km           | 26:19,6         | +39,1     | Johannes Rydzek     |
| 3.      | 26 lutego | 2017 | Lahti            | Sztafeta HS100/4x5 km           | 47:57,3         | +1:03,7   | Niemcy              |
| 9.      | 1 marca   | 2017 | Lahti            | Gundersen HS130/10 km           | 26:41,6         | +38,3     | Johannes Rydzek     |
| 4.      | 3 marca   | 2017 | Lahti            | Sprint drużynowy HS130/2x7,5 km | 28:45,8         | +10,7     | Niemcy              |
| 10.     | 22 lutego | 2019 | Seefeld in Tirol | Gundersen HS130/10 km           | 23:43,0         | +58,6     | Eric Frenzel        |
| 3.      | 24 lutego | 2019 | Seefeld in Tirol | Sprint drużynowy HS130/2x7,5 km | 28:29,5         | +9,2      | Niemcy              |
| 2.      | 28 lutego | 2019 | Seefeld in Tirol | Gundersen HS109/10 km           | 25:01,3         | +1,4      | Jarl Magnus Riiber  |
| 3.      | 2 marca   | 2019 | Seefeld in Tirol | Sztafeta HS109/4x5 km           | 50:15,5         | +5,0      | Norwegia            |

### Mistrzostwa świata juniorów
| Miejsce | Dzień       | Rok  | Miejscowość   | Konkurencja          | Wynik zwycięzcy | Strata | Zwycięzca        |
| ------- | ----------- | ---- | ------------- | -------------------- | --------------- | ------ | ---------------- |
| 3.      | 27 stycznia | 2000 | Štrbské Pleso | Sztafeta K-90/3x5 km | ?               | ?      | Finlandia        |
| DNF     | 23 stycznia | 2002 | Schonach      | Gundersen K-90/10 km | 30:54,2         | -      | Björn Kircheisen |
| 7.      | 25 stycznia | 2002 | Schonach      | Sztafeta K-90/4x5 km | 844,0 pkt       | ?      | Niemcy           |

### Puchar Świata

#### Miejsca w klasyfikacji generalnej
- sezon 2002/2003: 46.
- sezon 2003/2004: nie brał udziału
- sezon 2004/2005: 42.
- sezon 2005/2006: 22.
- sezon 2006/2007: 17.
- sezon 2007/2008: 4.
- sezon 2008/2009: 9.
- sezon 2009/2010: 16.
- sezon 2010/2011: 16.
- sezon 2011/2012: 4.
- sezon 2012/2013: 4.
- sezon 2013/2014: 16.
- sezon 2014/2015: 5.
- sezon 2015/2016: 7.
- sezon 2016/2017: 10.
- sezon 2017/2018: 26.
- sezon 2018/2019: 16.
- sezon 2019/2020: 42.
- sezon 2020/2021: niesklasyfikowany

#### Miejsca na podium chronologicznie
| Nr  | Data              | Miejscowość   | Konkurencja              | Wynik zwycięzcy | Pozycja | Strata  | Zwycięzca           |
| --- | ----------------- | ------------- | ------------------------ | --------------- | ------- | ------- | ------------------- |
| 1.  | 9 grudnia 2007    | Trondheim     | Sprint HS131/7,5 km      | 19:36,0         | 3.      | +2,4    | Christoph Bieler    |
| 2.  | 15 grudnia 2007   | Ramsau        | Start masowy HS98/10 km  | 24:22,9         | 2.      | +6,1    | Björn Kircheisen    |
| 3.  | 27 stycznia 2007  | Seefeld       | Sprint HS100/7,5 km      | 18:01,6         | 2.      | +4,5    | Jason Lamy Chappuis |
| 4.  | 24 lutego 2008    | Zakopane      | Sprint HS134/7,5 km      | 18:51,8         | 1.      | -       | -                   |
| 5.  | 8 marca 2008      | Oslo          | Gundersen HS128/15 km    | 39:33,1         | 1.      | -       | -                   |
| 6.  | 9 marca 2008      | Oslo          | Sprint HS128/7,5 km      | 20:43,2         | 3.      | +14,2   | Petter Tande        |
| 7.  | 10 stycznia 2009  | Val di Fiemme | Start masowy HS134/10 km | 26:20,3         | 2.      | +1:11,5 | Björn Kircheisen    |
| 8.  | 8 stycznia 2011   | Schonach      | Gundersen HS106/10 km    | 24:38,4         | 3.      | +16,2   | Felix Gottwald      |
| 9.  | 12 lutego 2012    | Ałmaty        | Gundersen HS140/10 km    | 25:24,2         | 3.      | +4,9    | Mikko Kokslien      |
| 10. | 18 lutego 2012    | Klingenthal   | Gundersen HS140/10 km    | 25:06,3         | 3.      | +29,6   | Akito Watabe        |
| 11. | 19 lutego 2012    | Klingenthal   | Gundersen HS140/10 km    | 24:45,4         | 2.      | +15,0   | Jason Lamy Chappuis |
| 12. | 25 lutego 2012    | Liberec       | Gundersen HS100/10 km    | 27:29,6         | 1.      | -       | -                   |
| 13. | 9 marca 2012      | Oslo          | Gundersen HS106/10 km    | 26:21,4         | 3.      | +9,6    | Akito Watabe        |
| 14. | 24 listopada 2012 | Lillehammer   | Gundersen HS100/10 km    | 24:46,2         | 3.      | +3,3    | Magnus Moan         |
| 15. | 12 stycznia 2013  | Chaux-Neuve   | Gundersen HS118/10 km    | 23:42,6         | 2.      | +1,6    | Tino Edelmann       |
| 16. | 2 lutego 2013     | Soczi         | Gundersen HS140/10 km    | 28:19,7         | 1.      | -       | -                   |
| 17. | 29 listopada 2014 | Ruka          | Gundersen HS142/10 km    | 25:32,9         | 2.      | +1,0    | Johannes Rydzek     |
| 18. | 11 stycznia 2015  | Chaux-Neuve   | Gundersen HS118/10 km    | 28:46,8         | 3.      | +9,4    | Magnus Moan         |
| 19. | 17 stycznia 2015  | Seefeld       | Gundersen HS109/10 km    | 25:54,7         | 2.      | +2,9    | Eric Frenzel        |
| 20. | 30 stycznia 2015  | Val di Fiemme | Gundersen HS134/10 km    | 29:13,9         | 1.      | -       | -                   |
| 21. | 1 lutego 2015     | Val di Fiemme | Gundersen HS134/10 km    | 25:58,7         | 2.      | +3,8    | Jørgen Gråbak       |
| 22. | 23 stycznia 2016  | Chaux-Neuve   | Gundersen HS118/10 km    | 21:26,0         | 2.      | +4,7    | Eric Frenzel        |
| 23. | 27 lutego 2016    | Val di Fiemme | Gundersen HS134/10 km    | 30:59,7         | 1.      | -       | -                   |
| 24. | 29 stycznia 2017  | Seefeld       | Gundersen HS109/15 km    | 37:32.2         | 3.      | +1:18,6 | Eric Frenzel        |
| 25. | 24 marca 2018     | Schonach      | Gundersen HS106/10 km    | 26:07,2         | 3.      | +8,5    | Akito Watabe        |
| 26. | 16 marca 2019     | Schonach      | Gundersen HS106/10 km    | 25:10,8         | 1.      | -       | -                   |
| 27. | 17 marca 2019     | Schonach      | Gundersen HS106/10 km    | 25:14,9         | 3.      | +38,2   | Jarl Magnus Riiber  |

### Puchar Kontynentalny

#### Miejsca w klasyfikacji generalnej
- sezon 1999/2000: 49.
- sezon 2000/2001: 42.
- sezon 2001/2002: 14.
- sezon 2002/2003: -
- sezon 2003/2004: 8.
- sezon 2004/2005: 3.

#### Miejsca na podium chronologicznie
| Nr  | Data             | Miejscowość       | Konkurencja              | Wynik zwycięzcy | Pozycja | Strata      | Zwycięzca         |
| --- | ---------------- | ----------------- | ------------------------ | --------------- | ------- | ----------- | ----------------- |
| 1.  | 5 lutego 2000    | Andelsbuch        | Gundersen K120/15 km     | ?               | 3.      | ?           | Christoph Bieler  |
| 2.  | 1 grudnia 2001   | Vuokatti          | Gundersen K90/15 km      | ?               | 2.      | +0.8 s      | Espen Rian        |
| 3.  | 8 grudnia 2001   | Bardu             | Gundersen K120/15 km     | ?               | 2.      | +1.1 s      | Petr Šmejc        |
| 4.  | 20 grudnia 2002  | Park City         | Gundersen K90/15 km      | 45:59,1 min     | 1.      | -           | -                 |
| 5.  | 18 stycznia 2004 | Braunlage         | Start masowy K70/10 km   | 236,5 pkt       | 3.      | -19,4 pkt   | Jochen Strobl     |
| 6.  | 13 marca 2004    | Zakopane          | Start masowy HS134/10 km | 233,8 pkt       | 2.      | -11,0 pkt   | Yōsuke Hatakeyama |
| 7.  | 12 marca 2005    | Vuokatti          | Sprint HS100/7,5 km      | 20:53,2 min     | 2.      | +19.9 s     | Marcel Höhlig     |
| 8.  | 10 grudnia 2005  | Steamboat Springs | Gundersen HS127/15 km    | 42:16.1 min     | 2.      | +1:57.4 min | Todd Lodwick      |
| 9.  | 20 grudnia 2005  | Lake Placid       | Gundersen HS134/15 km    | ?               | 3.      | +2:18.5 min | Bill Demong       |
| 10. | 21 grudnia 2005  | Lake Placid       | Sprint HS134/7,5 km      | ?               | 2.      | +5.1 s      | Christian Beetz   |

### Letnie Grand Prix

#### Miejsca w klasyfikacji generalnej
- 2001: 24.
- 2003: niesklasyfikowany
- 2004: 6.
- 2005: 22.
- 2006: 4.
- 2007: 6.
- 2008: niesklasyfikowany
- 2009: 31.
- 2010: nie brał udziału
- 2011: 8.
- 2012: 1.
- 2013: 1. (ex aequo z Akito Watabe)
- 2014: 13.
- 2015: 7.
- 2016: 14.
- 2017: nie brał udziału
- 2018: (26.)[18]
- 2019: (21.)[19]

#### Miejsca na podium chronologicznie
| Nr  | Data             | Miejscowość    | Konkurencja           | Wynik zwycięzcy | Pozycja | Strata  | Zwycięzca          |
| --- | ---------------- | -------------- | --------------------- | --------------- | ------- | ------- | ------------------ |
| 1.  | 25 sierpnia 2006 | Steinbach      | Gundersen HS140/15 km | 33:18.0 min     | 3.      | +1.3 s  | Christoph Bieler   |
| 2.  | 29 sierpnia 2007 | Val di Fiemme  | Gundersen HS134/15 km | 28:54.4 min     | 3.      | +36.2 s | David Kreiner      |
| 3.  | 31 sierpnia 2011 | Liberec        | Gundersen HS134/10 km | 25:19.0 min     | 2.      | +1.4 s  | Christoph Bieler   |
| 4.  | 21 lipca 2012    | Soczi          | Gundersen HS140/10 km | 19:47.5 min     | 1.      | -       | -                  |
| 5.  | 22 lipca 2012    | Soczi          | Gundersen HS140/10 km | 19:39.7 min     | 2.      | +0.4 s  | Todd Lodwick       |
| 6.  | 26 sierpnia 2012 | Oberwiesenthal | Gundersen HS106/10 km | 26:43.8 min     | 1.      | -       | -                  |
| 7.  | 29 sierpnia 2012 | Val di Fiemme  | Gundersen HS134/10 km | 26:05.7 min     | 3.      | +2.0 s  | Magnus Moan        |
| 8.  | 31 sierpnia 2012 | Oberstdorf     | Gundersen HS137/10 km | 28:52.4 min     | 2.      | +12.7 s | Johannes Rydzek    |
| 9.  | 1 września 2012  | Oberstdorf     | Gundersen HS137/10 km | 36:14.4 min     | 2.      | +6.5 s  | Johannes Rydzek    |
| 10. | 28 sierpnia 2013 | Villach        | Gundersen HS98/10 km  | 23:13.7 min     | 2.      | +0.7 s  | Håvard Klemetsen   |
| 11. | 30 sierpnia 2013 | Oberstdorf     | Gundersen HS137/10 km | 26:07.5 min     | 1.      | -       | -                  |
| 12. | 31 sierpnia 2013 | Oberstdorf     | Gundersen HS137/10 km | 39:07.5 min     | 3.      | +14.4 s | Johannes Rydzek    |
| 13. | 7 września 2019  | Planica        | Gundersen HS138/10 km | 23:47,8 min     | 3.      | +5.2 s  | Jarl Magnus Riiber |